# Kohtla-Järve Viru Sputnik
Le Kohtla-Järve Viru Sputnik est un club de hockey sur glace de Kohtla-Järve en Estonie. Il évolue en Eesti Meistrivõistlused.

## Historique
Le club est créé en 2003.

## Effectif
du 25 février 2011

### Gardiens
- Anatoly Dubkov
- Andrei Galonski
- Artjom Rozenberg

### Défenseurs
- Yuri Kruglov
- Vladimir Lisin
- Pavel Maslinkov
- Sergei Mikhailov
- Siim Naarits
- Aleksei Petrovits
- Dmitri Soitu
- Aleksandr Titov

### Attaquants
- Alexander Bogdanov
- Ilja Iljin
- Anton Jastrebov
- German Kovaljov
- Igor Krivorukov
- Ivan Lebedinets
- Pavel Narvet
- Anton Nekrassov
- Sergei Novikov
- Alexander Polyakov
- Ilja Ponomarjov
- Alexander Saprykin
- Aleksandr Smetanin
- Ilja Tsekmarjov
- Nikolai Vladimirov
- Vassili Z. Olesk